# Tuğba Özay
Pour les articles homonymes, voir Ozay.
Tuğba Özay est une actrice et une top-modèle turque, née à Istanbul le 10 février 1978.

## Biographie
Son père est un écrivain et un poète originaire de Trabzon, sa mère est une professeure originaire d'Antalya.
Elle a reçu une éducation stricte, et a développé dès son enfance des intérêts multiples en écrivant des histoires, des poésies et en créant des jeux pour les enfants. Elle a fait ses études secondaires dans le lycée de Fenerbahçe puis elle s'est inscrite dans le département de musique et de théâtre de l'université de Haliç.
À l'université elle s'inscrit également dans un club de sport ou elle s'illustre en natation. Elle a aussi fait partie de l'équipe de volley-ball de Fenerbahçe. C'est aussi une motarde confirmée.
Elle entre dans le monde de la mode en 1994 dans une exposition pour Vakko. La même année elle a joué dans un téléfilm, Sonradan Görmeler, où elle interprétait le rôle d'une entraîneuse  de natation.
En 1995, elle est élue Miss Model de Turquie. En 1996, elle continue sa carrière de model à Paris, mais quelques mois plus tard elle décide de revenir en Turquie pour véritablement lancer sa carrière dans le pays. En Turquie elle participe à de nombreuses séries TV comme Hemşerim, Çiçek Taksi, Zehirli Çiçek, Yapayalnız, Bizim Otel.
Elle est également très populaire en République turque de Chypre du Nord où elle a été élue plus beau top model en 2001. Elle a également participé à plusieurs pièces de théâtre comme "Dün Gece Ormanda Çok Komik Birşey Oldu".